# Rota d'Imagna
Rota d'Imagna är en ort och kommun i provinsen Bergamo i regionen Lombardiet i Italien. Kommunen hade 914 invånare (2018).